# Клем Біванс
Клем Біванс (англ. Clem Bevans, *16 жовтня 1879—†11 серпня 1963) — американський актор, класичний виконавець ролей «дідусів».

## Життєпис
Клем Біванс народився 16 жовтня 1879 в Огайо. Починаючи з 1900 року грав в водевілях. З театральної сцени у кіно потрапив 1935 року, коли йому було вже п'ятдесят п'ять. Він зіграв роль старигана Віггіна так добре, що став головним виконавцем ролей дідусів на наступну чверть століття. Зазвичай він і залишався в цьому амплуа, та, наприклад, Альфред Гічкок запросив актора на зйомки свого військового детективу «Диверсант» як нацистського шпигуна.
Клем був двічі одружений. Від першого шлюбу в нього залишилась донька Едіт. 1930 року він побрався вдруге з Ліліан Луппі. В них народилося троє дітей: доньки Клімен і Луппі та син Кларк. Також родина виховувала прийомну дочку Вікі.
Помер Клем Біванс 11 серпня 1963 у віці 83 років з природних причин. Його поховано на цвинтарі Valhalla Memorial Park.

## Вибрана фільмографія
- 1935 — Шлях донизу на схід — Док Віггін
- 1936 — Прийди і візьми це — Гуннар Ґаллагер
- 1937 — Топпер — член правління
- 1937 — Улюбленець Нью-Йорку — голодний жебрак
- 1937 — Велике місто — дідусь Слоум
- 1938 — З людських сердець — старший Мессі
- 1938 — Комета над Бродвеєм — Лем Бенсон
- 1938 — Том Сойєр — детектив — шеріф Слокум
- 1939 — Додж-сіті — Чарлі
- 1939 — Зенобія — шеріф
- 1939 — Пекельна кухня — містер Джим Квілл
- 1940 — Юний Том Едісон — містер Воддел
- 1940 — Лінкольн в Іллінойсі — Бен Маттінґлей
- 1940 — Капітаном є леді — Семюел Дербі
- 1940 — Хто вбив тітку Меггі? — водій
- 1941 — Сержант Йорк — Зеке
- 1942 — Небесні капітани — Сем Моррісон
- 1942 — Диверсант — Нільсон
- 1942 — Зброя для найму — Скіссор Ґріндер
- 1943 — Людська комедія — Гендерсон
- 1945 — Капітан Едді — Джабез
- 1946 — Оленятко — Форрестер
- 1948 — Схід місяця — Джейк
- 1948 — Блідолиций — Хенк Біллінгс
- 1948 — Портрет Дженні — капітан Кобб
- 1949 — Вулиці Ларедо — Поп Лінт
- 1950 — Гарві — містер Герман Шимміплузер
- 1953 — Незнайомець з револьвером — Джим Мартін
- 1954 — Хлопець з Оклахоми — суддя
- 1955 — Людина з Кентуккі — пілот «Річкової королеви»